# Морелли, Рина
Ри́на Море́лли (итал. Rina Morelli; 24 ноября 1908, Неаполь — 17 июля 1976, Рим) — итальянская актриса

 театра и кино, актриса озвучивания.

## Биография
Рина (настоящее имя Эльвира) Морелли родилась в актёрской семье 6 декабря 1908 года. Дебютировала на профессиональной сцене в 1924 году. В 1938-1939 годы стала актрисой театральной компании «Театр Элизео». 
В 1939 году дебютировала в исторической картине Алессандро Блазетти «Приключение Сальватора Розы» (герцогиня Изабелла ди Торниано). С 1945 года Рина Морелли начала длительное сотрудничество с кинорежиссёром Лукино Висконти. В это же время стала женой актёра и режиссёра Паоло Стоппа. Активно работала в театре. Прославилась исполнением заглавных ролей в пьесах Ануйя, Шекспира, Гольдони, Чехова, Кокто, Сартра, Вильямса. Рина Морелли прекрасно вписывалась в фильмах Лукино Висконти: гувернантка Лаура в драме «Чувство» (1954), принцесса Мария Стелла Салина в «Леопард» (1963). Снималась актриса и в последней картине этого режиссёра «Невинный». Рина Морелли играла почти во всех театральных постановках Лукино Висконти. 
С успехом играла и в фильмах Мауро Болоньини: «Красавчик Антонио» (1960), «Ла Виачча» (1961), и в антифашистской ленте «Либера, любовь моя» (1974), и также снялась в фильме Рене Клемана «Как радостно жить». 
Активно записывалась на радио и снималась на ТВ в сериалах «Будденброки» и «Сёстры Матерацци».